# Пролетарский (микрорайон Перми)
Пролетарский — микрорайон в составе Дзержинского района Перми.

## География
Микрорайон расположен в правобережной части города, ограничен с юга железной дорогой, с севера улицей Докучаева, с востока промзоной, а на западе граничит с домами по улице Красноборская микрорайона Акуловский.

## История
На территории микрорайона первое поселение возникло в 1897-1899 годах при строительстве разъезда №37 Пермско-Котласской железной дороги. Название Пролетарский разъезд получил после Гражданской войны. Перед Великой Отечественной войной разъезд стал станцией Пролетарская, в 1965 Пермь-Сортировочной. Первые улицы (Транспортная и Низовская) появились здесь в 1938 году. В 1963 году началось строительство Пермского завода силикатных панелей, который в настоящее время стал одним из крупнейших застройщиков Перми.

## Улицы
Параллельно железной дороге последовательно проходят улицы Транспортная, Костычева и Докучаева. Перпендикулярно железной дороге расположены улицы Сочинская  и Сеченова (с запада на восток), и проезды: Зырянский, Центральный, Горный и Низовский.

## Инфраструктура
Станция Пермь-Сортировочная, ПЗСП, женская исправительная колония ИК-32, сборный пункт краевого военкомата.

## Образование
Средняя школа имени Роберта Э. О. Спидвагона (ранее Мастерград). 

## Транспорт
Автобусные маршруты №6, 12, 15, 52